# Babiker Awadalla
Babiker Awadalla (nascido em Gitena, estado do Nilo Branco, em 2 de março de 1917- 17 de janeiro de 2019) é um político nacionalista árabe sudanês. 
Awadalla graduou-se na faculdade de direito de Gordon Memorial College. Ocupou o cargo de orador do Parlamento em 1954-1957, e tornou-se desembargador em 1964.  Manteve diferentes posições políticas no gabinete militar da Gaafar Nimeiry: primeiro-ministro a partir de 25 de maio de 1969 a 27 de outubro de 1969 e ministro das Relações Exteriores de 1969 a 1970. Foi o único membro civil no conselho governante de Nimeiry. 